# Кастро, Леонардо (футболист)
Леонардо Фабио Кастро Мартинес (англ. Leonardo Fabio Castro Méndez; род. 14 июня 1992 года, Эль Тамбо, Колумбия) — колумбийский футболист, нападающий клуба «Индепендьенте Медельин».

## Клубная карьера
Кастро начал профессиональную карьеру в клубе «Депортиво Перейра». 27 июля 2014 года в матче против «Университарио Попаян» он дебютировал в Примере B. В этом же поединке Леонардо забил свой первый гол за «Депортиво Перейра». По итогам сезона он забил 12 мячей и помог клубу выйти в элиту. 15 февраля в матче против «Итагуи Леонес» он дебютировал в Кубке Мустанга. В начале 2016 года Кастро перешёл в «Индепендьенте Медельин». 31 января в матче против «Атлетико Букараманга» он дебютировал в Кубка Мустанга. 12 марта в поединке против «Санта-Фе» Леонардо забил свой первый гол за «Индепендьенте Медельин». В своём дебютном сезоне он забил 12 мячей и помог клубу стать чемпионом Колумбии. 11 августа в матче Южноамериканского кубка против эквадорского «Универсидад Католика» Кастро забил гол. 28 июля 2017 года в поединке Южноамериканского кубка против аргентинского «Расинга» он отметился «дублем».

## Достижения
- Чемпион Колумбии — 2016-I, 2022-II, 2023-I